# The Woman Suffers
The Woman Suffers est un film australien réalisé par Raymond Longford, sorti en 1918.
Seuls deux tiers du film ont été conservés, après avoir été retrouvés dans une collection privée.

## Synopsis
Une femme ayant fait un mariage malheureux s'enfuit avec son fils pour échapper à son mari alcoolique. Il meurt accidentellement, tandis qu'elle se perd dans la brousse. L'enfant s'égare et est retrouvé par une famille ; la mère est secourue par une autre famille, ignorant que son fils est vivant.

## Fiche technique
- Réalisation : Raymond Longford
- Scénario : Lottie Lyell[4] et/ou Raymond Longford[5]
- Photographie : Arthur Higgins
- Production : Southern Cross Feature Film Company
- Durée : 61 minutes
- Date de sortie : 23 mars 1918

## Distribution
- Lottie Lyell : Marjory
- Evelyn Black : Joan Stockdale
- Roland Conway (en) : Ralph Manton
- Charles H Francis : Stephen Manton
- Ida Gresham : Mrs Stockdale
- Boyd Irwin : Philip Stockdale
- Connie Martyn : Marion Masters
- CR Stanford : John Stockdale
- Herbert Walsh : Rev. Mr. Payne
- Harry Beaumont : le chemineau
- Guy Hastings : le pasteur
- Brian Lawrence : Little Phillip

## Production
C'est le premier film produit par la société de production Southern Cross Feature Film Company (en). Il a été tourné entre fin 1917 et début 1918.